# Itaporã do Tocantins
Itaporã do Tocantins là một đô thị thuộc bang Tocantins, Brasil. Đô thị này có diện tích 918,916 km², dân số năm 2007 là 2989 người, mật độ 3,25 người/km².